# E.T.
『E.T.』（イーティー、原題: E.T. The Extra-Terrestrial）は、1982年のアメリカのSF映画。製作・監督はスティーヴン・スピルバーグ、脚本はメリッサ・マシスンが務め、ディー・ウォレス、ヘンリー・トーマス、ピーター・コヨーテ、ロバート・マクノートン、ドリュー・バリモアなどが出演した。地球に取り残された地球外生命体（E.T.）と少年エリオットとの交流を描いた物語。

## 概要
コンセプトは、スピルバーグが両親の離婚後に作った空想上の友人が元になっている。1980年、スピルバーグはマシスンと出会い、失敗したプロジェクト『Night Skies』から新たなストーリーを展開した。撮影は1981年9月から12月にかけて、1,050万ドルの予算で行われた。他の映画とは異なり、若いキャストが感情を込めた演技をしやすいように、大まかな年代順に撮影された。E.T.のアニマトロニクスは、カルロ・ランバルディがデザインした。
約1,000万ドルという予算で製作されたが、公開後にはアメリカ国内でおよそ3億ドルという当時の映画史上最大の興行収入を記録する。『スター・ウォーズ』（1977年）の全世界興収記録を抜いて、世界歴代興行収入1位の記録を更新し、『ジュラシック・パーク』（1993年）に抜かれるまで記録を保持した。
日本では『ジョーズ』（1975年）が保持していた配給収入の日本記録を更新し、『もののけ姫』（1997年）に抜かれるまで日本最高配給収入記録を堅持していた。批評家からも高く評価され、史上最高の映画の一つとされており、第55回アカデミー賞では、作曲賞、視覚効果賞、音響賞、音響編集賞の4部門を受賞した。
1985年には再公開され、2002年には公開20周年を記念して、ショットや視覚効果、シーンの追加などが行われた。1994年には「文化的、歴史的、美学的に重要な作品」として、米国議会図書館のアメリカ国立フィルム登録簿に登録された。また、スティーヴン・ジェイ・シュナイダーの『死ぬまでに観たい映画1001本』にも掲載されている。

## ストーリー
アメリカのとある杉の森に球形の宇宙船が着陸し、中から数人の小さな宇宙人が現れた。彼らの目的は地球の植物を観察し、サンプルを採集する事だった。その内の1人は宇宙船から遠く離れ、崖の上から光の海を見て驚く。それは郊外の住宅地の灯だった。その時、宇宙船の着陸を察知した政府機関の人間達が車で近づいてきた。宇宙船は危険を察知して離陸するが、遠くにいた宇宙人1人は地上にとり残されてしまう。取り残された宇宙人は叫び、近づいてくる人間から逃げ出した。
その頃、住宅地のある家では、少年達がテーブルトークRPGをしていた。10歳のエリオットは小さいという理由から、兄マイケルやその仲間から馬鹿にされてTRPGに混ぜてもらえず、嫌気がさしていた。彼らが注文したピザの出前を受け取りに外へ出たエリオットは物置小屋で音がしたことに気付いて怖くなり、みんなを呼びよせた。しかし中には誰もおらず、見慣れない足跡が残されていただけであった。その日の深夜、エリオットは隣のトウモロコシ畑に物音の正体を探りに行き、宇宙人を目撃する。翌日、家族と夕食を食べながら、エリオットは宇宙人を見たことを話すが誰も信じない。「パパなら…」というエリオットの言葉に母のメアリーは動揺する。メアリーと折り合いが悪いパパは、愛人とメキシコに行っていたからだ。
夜もふけ、エリオットがポーチで見張っていると、ついに宇宙人が彼の前に姿を現わす。エリオットはReese's Piecesのキャンディで、空腹だった宇宙人を部屋に導きクローゼットに隠した。翌日、エリオットは仮病をつかって学校を休み、宇宙人とのコミュニケーションを試みる。そして帰宅した兄マイケルと妹ガーティに宇宙人を紹介する。宇宙人は念力でボールを宙に浮上させて、太陽系を遠く離れた星からやって来たことを説明した。次の朝、エリオットはマイケルの友達から「怪物がいたか」と尋ねられ、宇宙人だという答えを信じてはもらえないものの、「ではエキストラ・テレストリアルだな」と聞かされる。こうしてその宇宙人は以後、「エキストラ・テレストリアル」を略して「E.T.」と呼ばれることになる。
エリオットとE.T.は交流を続けるうちに感覚も共有するようになり、留守宅のE.T.が冷蔵庫からビールを取り出して飲むと、学校で授業を受けているエリオットも酔っぱらう。さらにE.T.がテレビで「静かなる男」を見て、ジョン・ウェインとモーリン・オハラのキスシーンに見とれていると、学校ではエリオットが好意を抱いていた女の子にキスをする。E.T.は「セサミストリート」を見たり、ガーティに教えてもらいながら英語を覚える。また新聞に載っていたSFコミック『バック・ロジャース』の1シーンを見たことで、家に電話したいと言い出す。E.T.はエリオットとマイケルが集めてきた様々なガラクタを使って通信機を作り上げる。
ハロウィーンの日、エリオットとマイケルはE.T.に白い布をかぶせてガーティに見せかけ、メアリーの目を欺いて外出させる。エリオットは自転車でE.T.を郊外の森に連れ出す。E.T.はエリオットと自転車ごと浮遊し、森に到着。通信機で故郷の星に連絡をとる。道に迷ったE.T.は、川に落ち流されてしまい翌朝瀕死の状態となり、マイケルが彼を家に運ぶが、エリオットも体調を崩してしまった。E.T.を初めて見て驚くメアリー。突然、宇宙服を着た政府機関の科学者達が家に押しかけてきた。科学者達はエリオットの家にE.T.がかくまわれていることを察知し、監視していたのだ。エリオットの家に仮設研究所が作られ、防護服を着た科学者たちはエリオットとE.T.の治療を始める。NASAの科学者の男は、エリオットに「私も10歳の時からE.T.を待っていた。助けたい」と語りかけた。
翌朝、エリオットは回復したものの、E.T.は器官が停止し、科学者たちから死亡したと判断され冷凍コンテナに納められる。対面したエリオットが悲しみに暮れて語りかけると、突然E.T.の胸が赤くなり蘇生する。E.T.は迎えが来ると言う。マイケルはE.T.を乗せたバンに乗り込み逃走。途中エリオットの自転車に乗り換え、マイケルとガーティ、マイケルの友人であるグレッグ、スティーブ、タイラーの協力を得て、郊外の森へ急ぐ。たちまち警察や大人達から追跡されるエリオット達。だが追い詰められる寸前、E.T.は念力で自転車ごと子供達を浮遊させた。唖然とする大人達を眼下に起き空を飛ぶエリオット達はついに森の中へと辿り着く。やがてE.T.が連絡を取った場所に宇宙船が現れた。エリオット達とE.T.は最後の別れをし、E.T.は宇宙船に乗り込む。離陸した宇宙船が見えなくなった後、空に美しい虹がかかるのであった。

## 登場人物
エリオット
演 - ヘンリー・トーマス
10才の少年。得体のしれないE.T.を偏見なく受け入れる分け隔てのない性分。兄にゲームに入れてもらえなかったり、それでいてパシリにされるなど立場が悪い。一方では結構気が強く、兄たちに対して強い口調で言うこともある。またE.T.が怪獣扱いされたことで「怪獣ではなく宇宙人」と冷静に言い返すなど皮肉屋な部分もある。
メアリー
演 - ディー・ウォレス
エリオットの母。夫がいるが、その夫はメキシコに愛人とともに出かけている。気の強い部分もあり、エリオットを「あほんだら」呼ばわりしたタイラーを軽くだが小突いた。
マイケル
演 - ロバート・マクノートン
エリオットの兄。母のことは慕っており、母が気にしていることを言ったエリオットを非難したこともある。弟を小馬鹿にする一方、弟の言うとおりに動いてあげるなど面倒見よく接することがある。E.T.を伴っての逃走では子供ながらに車を運転する活躍を見せる。
ガーティ
演 - ドリュー・バリモア
エリオットの妹。少し生意気。
グレッグ
演 - K・C・マーテル
マイケルの友人。
スティーブ
演 - ショーン・フライ
マイケルの友人。
タイラー
演 - トム・ハウエル
マイケルの友人。アンチョビは苦手の模様。
E.T.
声 - パット・ウェルシュ
宇宙人。名前は「エキストラ・テレストリアル」を略したもの。言葉は話せないが念力でボールを浮かせることなどが出来る。また、自分の描いたイメージ通りに現実の人間を操ることもできる。

## キャスト
| 役名                         | 俳優                                  | 日本語吹替                                                                                   | 日本語吹替 |
| 役名                         | 俳優                                  | VHS・Blu-ray版                                                                               | DVD版 |
| ---------------------------- | ------------------------------------- | -------------------------------------------------------------------------------------------- | --- |
| エリオット                   | ヘンリー・トーマス                    | 浪川大輔                                                                                     | 村上想太 |
| メアリー                     | ディー・ウォレス                      | 駒塚由衣                                                                                     | 藤生聖子 |
| マイケル                     | ロバート・マクノートン                | 鳥海勝美                                                                                     | 林勇 |
| ガーティ                     | ドリュー・バリモア                    | 藤枝成子                                                                                     | 松野瞳 |
| 鍵の男                       | ピーター・コヨーテ                    | 安田隆                                                                                       | 牛山茂 |
| グレッグ                     | K・C・マーテル                        | 杉元直樹                                                                                     | 渡貫良児 |
| スティーブ                   | ショーン・フライ                      | 岩田光央                                                                                     | 木村良平 |
| タイラー                     | トム・ハウエル                        | 菊池英博                                                                                     | 宮野真守 |
| プリティ・ガール             | エリカ・エレニアック                  | 村田彩                                                                                       | 板倉沙織 |
| E.T.の声                     | パット・ウェルシュ （クレジットなし） | 高橋和枝                                                                                     | 水原リン |
| 理科の先生                   | リチャード・スウィングラー            |                                                                                              | 長島雄一 |
| テレビに出ている男の子の母親 |                                       |                                                                                              | 定岡小百合 |
| 馬のベッツィの先生           |                                       |                                                                                              | 宝亀克寿 |
| 文字のコーナーのナレーター   |                                       |                                                                                              | 小形満 |
| ビッグバード                 | キャロル・スピニー（アーカイブ出演）  |                                                                                              | 真殿光昭 |
| グローバー                   | フランク・オズ（アーカイブ出演）      |                                                                                              | 落合弘治 |
| その他                       |                                       | 小室正幸 大滝進矢 立木文彦 嶋俊介 森一 竹口安芸子 大山高男 鈴木希実 羽村京子 筈見純 納谷六朗 | 内田直哉 大西健晴 志村知幸 飯島健太 宮田雄史 松本忠浩 鈴木奈津子 大澤薫乃 森理恵 坂口哲夫 村松康雄 豊嶋真千子 皆川純子 川田紳司 大畑伸太郎 よのひかり |

- VHS・Blu-ray版：1988年10月15日発売のVHSに初収録。
  - 日本での劇場公開時に「子供に観てほしい映画だから」と日本語吹替版の制作が予定されていたが、当時はスピルバーグの意向で許可が下りなかった。だが公開後も交渉を続けた結果、スピルバーグは浪川の起用を条件に制作許可を出したため、この日本語吹替が作られたという[8]。
- DVD版：2002年11月8日発売の「20周年アニバーサリー特別版 DVD」に初収録。この時期はセサミストリートが日本でも放送されていたため、このシーンに出てくるビッグバードを真殿光昭、グローバーを落合弘治が担当した。文字のコーナーは小形満が担当しているが、本番組に関わったかは不明。

## スタッフ
- 監督/製作：スティーヴン・スピルバーグ
- 製作：キャスリーン・ケネディ
- 脚本：メリッサ・マシスン
- 編集：キャロル・リトルトン
- 撮影：アレン・ダヴィオー
- SFX/20周年記念特別版公開時の修復：ILM
- SFXスーパーバイザー：デニス・ミューレン
- アニメーション監督：コリン・ブレイディ
- 特殊効果：カルロ・ランバルディ
- パントマイム：カプリース・ローズ
- 音楽：ジョン・ウィリアムズ

### 日本語版
|      | VHS・Blu-ray版 | DVD版      |
| ---- | -------------- | ---------- |
| 演出 | 小山悟         | 山田智明   |
| 翻訳 | 戸田奈津子     | 戸田奈津子 |
| 調整 | 小野敦志       |            |
| 制作 | 東北新社       | 東北新社   |

## 製作

### 開発
1960年に両親が離婚した後、スピルバーグは空想上の宇宙人を仲間にしてその空白を埋めた。空想上の宇宙人について、「（自分には）いなかった兄であり、（自分には）もういないと思っていた父であるかもしれない友人」だと語っている。1978年、『Growing Up』というタイトルの映画を4週間で撮影すると発表した。このプロジェクトは、『1941』（1979年）の遅延のために頓挫したが、子供時代についての小さな自伝的映画を作るというコンセプトは、彼の心に残ることになった。また、『未知との遭遇』（1977年）に続く作品を考え、ジョン・セイルズと計画していた、悪意のあるエイリアンが家族を恐怖に陥れるダークなプロジェクト『Night Skies』の開発にも着手した。
チュニジアでの『レイダース/失われたアーク《聖櫃》』（1981年）の撮影は、家族や友人から離れたスピルバーグに孤独感を与え、幼少期の創作物の記憶を蘇らせた。スピルバーグは脚本家のメリッサ・マシスンに『Night Skies』の話をし、唯一の友好的なエイリアンであるバディが自閉症の子供と仲良くなるという、失敗したプロジェクトのサブプロットを開発した。脚本の最後のシーンで彼が地球に捨てられたことから、『E.T.』のコンセプトが生まれた。彼女は『E.T. and Me』と題した初稿を8週間で書き上げ、彼はそれを完璧だと考えた。脚本はさらに2回のドラフトを経て、エリオットの友人である「エディ・ハスケル」風の人物が削除された。チェイス・シーケンスも作成され、E.T.が酔っ払うシーンを持たせることも提案した。
『レイダース/失われたアーク《聖櫃》』のプロモーションが行われていた1981年初夏、『未知との遭遇』の続編を想定した『Night Skies』を監督と一緒に開発することになったコロンビア・ピクチャーズは、脚本について話し合うためにスピルバーグと会った。しかし、コロンビアのマーケティングと研究開発の責任者であるマーヴィン・アトノフスキーは、この作品は主に若い子供たちにアピールするだろうと考え、商業的な可能性は限られていると結論づけた。コロンビアのワールドワイドプロダクションの社長であるジョン・ヴェイチも、この脚本は十分な観客を惹きつけるほど良いものでもなければ、怖いものでもないと感じていた。アトノフスキーとヴェイチの助言により、コロンビアのCEOであるフランク・プライスはこのプロジェクトを見送ったため、スピルバーグは当時ユニバーサル・スタジオの親会社であったMCAの社長であるシド・シーンバーグにアプローチした。 スピルバーグは、コロンビアから『E.T.』の脚本を取得するようシーンバーグに伝え、100万ドルで取得し、プライスとの間で映画の純利益の5％をコロンビアが保持するという契約を結んだ。ヴィッチは後に、「（1982年には）あの映画で、我々のどの映画よりも多くの利益を上げたと思う」と回想している。

### プリプロダクション

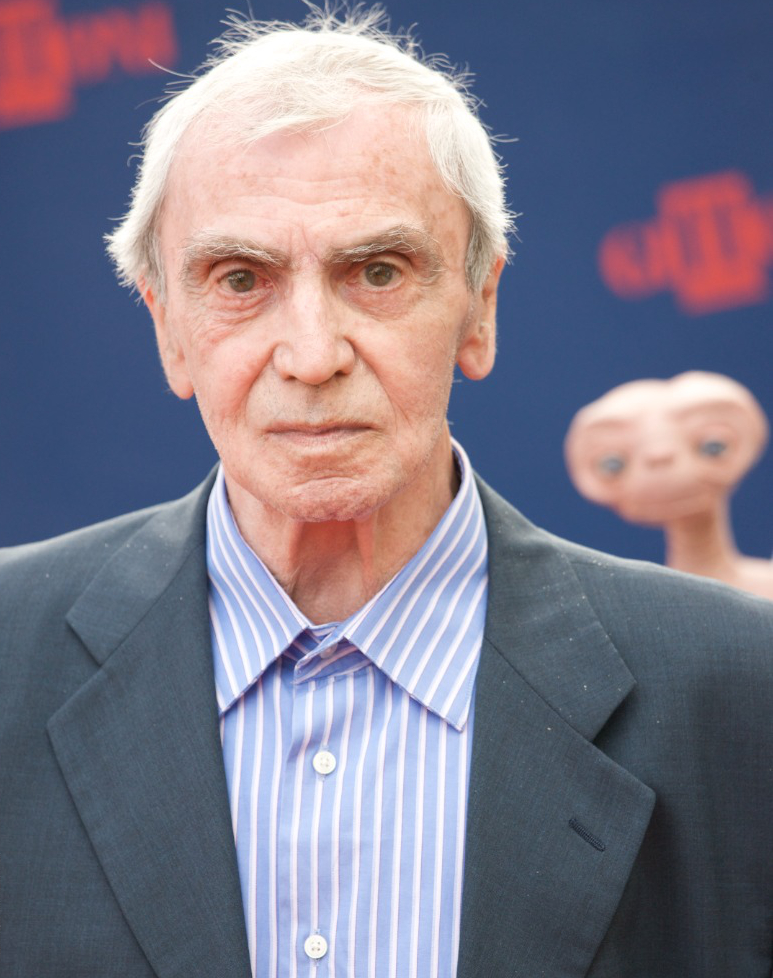
E.T.のデザインを手がけたのは、イタリアの特殊効果アーティスト、カルロ・ランバルディ。

E.T.のアニマトロニクスのデザインには、『未知との遭遇』のエイリアンをデザインしたカルロ・ランバルディが起用された。ランバルディは、自身が描いた「Women of Delta」から、このクリーチャーにユニークな伸びる首を与えた。 顔は、カール・サンドバーグ、アルバート・アインシュタイン、アーネスト・ヘミングウェイからインスピレーションを得た。プロデューサーのキャスリーン・ケネディは、ジュール・スタイン眼科研究所を訪れ、本物の目とガラスの目を研究した。E.T.の目は、観客を惹きつけるために特に重要であると考え、研究所のスタッフを雇って作らせた。 撮影のために4つの頭部が作られ、1つはメインのアニマトロニクスとして、他の頭部は表情のために使われ、衣装も作られた。小人症の、タマラ・デ・トローとパット・ビロン、そして生まれつき足がない12歳のマット・デメリットが、撮影されるシーンに応じて交代で衣装を着ていた。デメリットは実際に手をついて歩き、歩き方がぎこちなかったり、転んだりするシーンをすべて演じた。頭部は役者の上に置かれ、胸のスリットから役者が見えるようになっていた。パントマイムのプロであるカプリス・ロスは、E.T.の手を演じるために補綴物を埋めた。このパペットは150万ドルの費用をかけて3ヶ月で制作された。
マース社は、E.T.が子供たちを怖がらせると考え、M&M'sを映画に使用することを拒否した。ハーシー社は、リーシーズの使用を依頼され、承諾した。科学技術教育者のヘンリー・ファインバーグがE.T.の通信機を製作した。

### キャスティング
『未知との遭遇』でキャリー・ガフィと仕事をしたスピルバーグは、ほとんどが子役で構成されたキャストと仕事をすることに自信を持っていた。エリオット役のために、彼は何百人もの少年たちをオーディションしたが、ジャック・フィスクが、フィスクが監督した映画『Raggedy Man』（1981年）でハリー役を演じていたヘンリー・トーマスを役に提案した。インディ・ジョーンズのコスチュームでオーディションを受けたトーマスは、正式なテストではうまくいかなかったが、アドリブのシーンで映画製作者の注目を集めた。ロバート・マクノートンは、マイケル役を演じるために8回のオーディションを受け、時にはエリオットのオーディションを受ける少年もいた。ドリュー・バリモアがパンク・ロック・バンドを率いていたという話に感銘を受けたスピルバーグは、やんちゃなガーティーにふさわしい想像力を持っていると感じた。彼は子供たちとの仕事を楽しみ、この経験によって父親になる覚悟ができたと後に語っている。
本作でE.T.の主要な声優を務めたのは、パット・ウェルシュである。彼女は1日に2箱のタバコを吸っていたため、効果音制作者のベン・バートが好む声質になっていた。彼女は9時間半かけて録音し、バートから380ドルの報酬を得た。E.T.の "声 "を作るために、バートは他にも16人の人間やさまざまな動物を録音した。スピルバーグ、女優のデブラ・ウィンガー、風邪をひいて寝ている妻、USCの映画教授のゲップ、アライグマ、ラッコ、馬などである。
NASAや政府関係者がエリオットの家に拠点を作った後、E.T.を救おうとする役として、USC医療センターに勤務する医師たちが採用された。スピルバーグは、俳優が専門的な医療用語のセリフを演じると不自然になると考えた。そこでスピルバーグは、ポストプロダクションの段階で、ハリソン・フォードがエリオットの学校の校長役で登場するシーンをカットすることにした。ハリソン・フォードは、エリオットの学校の校長として登場し、生物の授業でのエリオットの行動を叱責し、未成年者の飲酒の危険性を警告するシーンだった。その際、E.T.がガーティーと一緒に「電話」機器を浮かせて階段を上っている間に、エリオットの椅子が床から浮かび上がってくるので、彼はびっくりしてしまう。フォードの顔は見ることが出来ない。

### 撮影
1981年9月、ロサンゼルス郡とサンフェルナンド・バレーの近隣地域で撮影が開始された。このプロジェクトは、スピルバーグが誰かに発見されてプロットを盗用されることを望まなかったため、『A Boy's Life』というカバーネームで撮影された。俳優たちは密室で台本を読み、撮影現場では全員がIDカードを身につけなければならなかった。撮影はカルバーシティ高校での2日間から始まり、スタッフはその後11日間かけてノースリッジとトゥジュンガのロケ地を移動した。次の42日間はカルバーシティのレアード・インターナショナル・スタジオでエリオットの家の内装を撮影した。最後の6日間は北カリフォルニアのクレセントシティ近くのレッドウッドの森で撮影した。ハロウィーンの外壁のシーンと「空飛ぶ自転車」のチェイスシーンはポーターランチで撮影された。
スピルバーグは、キャストから説得力のある感情的な演技を得るために、この映画をほぼ時系列に沿って撮影した。また、子役たちの負担を軽減するためにも行われた。スピルバーグは、子供たちが最後に本当にE.T.に別れを告げるのであれば、この映画はより心に響くだろうと計算した。マイケルがE.T.と初めて出会うシーンでは、E.T.の登場によりマクノートンが飛び退き、後ろの棚を倒してしまった。時系列で撮影することで、若い俳優たちがE.T.との絆を深めることで、隔離されるシーンがより感動的なものになった。スピルバーグは、本物の宇宙人がいるかのような錯覚を維持するために、人形師をセットから遠ざけるようにした。スピルバーグのキャリアの中で初めて、映画のほとんどの部分で絵コンテを描かなかったのは、演技が自然に行われるようにするためだった。この映画は、テックス・アヴェリーのカートゥーンへのオマージュとして、ディー・ウォレス以外の大人は前半では腰から上が見えないように撮影された。
スピルバーグによると、E.T.がエリオットのクローゼットの中でぬいぐるみに変装するシーンは、監督仲間のロバート・ゼメキスがスピルバーグから送られてきた脚本のドラフトを読んで提案したものである。
撮影は、予定より4日早い61日で終了した。

### 音楽
スピルバーグ監督の長年のパートナーであり、本作の音楽を担当したジョン・ウィリアムズは、このような異形の生物に共感を与えるような音楽を作ることの難しさを語っている。これまでのコラボレーション同様、スピルバーグはウィリアムズが作曲したすべてのテーマを気に入り、収録してもらったという。最後のチェイスの音楽は、スピルバーグが気に入って編集したほどだ。ウィリアムズはモダニズム的なアプローチをとっており、特に多調（2つの異なる鍵盤を同時に演奏したときの音）を用いている。リディア旋法は、多調的な使い方もできる。ウィリアムズは、多調とリディア旋法を組み合わせて、神秘性、夢想性、英雄性を表現した。ハープ、ピアノ、チェレスタなどのキーボードや打楽器などの色彩的な楽器を強調したテーマは、E.T.の子供らしさや彼の「機械」を示唆している。

## テーマ
スピルバーグは、この映画のストーリーを両親の離婚から描いた。ワシントン・ポスト紙のゲイリー・アーノルドは、この映画を「本質的にはスピリチュアルな自叙伝であり、並外れて熱烈で神秘的な想像力によって隔てられた典型的な郊外の子供としての映画監督の肖像である」と評している。随所に彼の子供時代への言及が見られる。エリオットはランプの電球に体温計を当てて病気を装うが、これは若き日のスピルバーグがよく使っていたトリックである。マイケルがエリオットをいじめるのは、スピルバーグが妹たちをからかっていたことを反映しているし、マイケルがいじめる側から守る側になるのは、父親が去った後にスピルバーグが妹たちの面倒を見なければならなかったことを反映している。
批評家はE.T.の人生と父親を失って「疎外された」エリオットとの類似性に注目している。ニューヨーク・タイムズ紙のA・O・スコットは、E.T.が「より明白で絶望的な孤児である」のに対し、エリオットは「家が欲しくて自分なりに苦しんでいる」と書いている。E.T.はエリオットの名前の最初と最後の文字である。この映画の中心にあるのは、成長というテーマである。評論家のヘンリー・シーハンは、この映画を迷子（エリオット）の視点から『ピーター・パン』を再演したものと表現している。パンがネバーランドで精神的に生きられなかったように、E.T.は地球で物理的に生きられず、政府の科学者がネバーランドの海賊の代わりをしている。さらに、映画の中でメアリーがガーティーに「ピーターパン」を読み聞かせるシーンがある。ニューヨーク・タイムズ紙のヴィンセント・キャンビーも同様に、この映画が「『ピーターパン』や『オズの魔法使い』の要素を自由に再利用している」と述べている。一部の批評家は、スピルバーグによる郊外の描写は、一般的な信念に反して非常に暗いと指摘している。A・O・スコットによれば、「郊外の環境は、監視されていない子供や不幸な両親、壊れたおもちゃやブランド物のジャンクフードなど、レイモンド・カーヴァーの物語から出てきたようなものである」。Salon.comのチャールズ・テイラーは、「スピルバーグの映画は、しばしば特徴づけられる方法にもかかわらず、家族や郊外に対するハリウッドの理想化ではない。ここに出てくる家々は、文化評論家のカラル・アン・マーリングが『使い込んだ痕跡』と呼んだものを残している」。
他の批評家はE.T.とイエスの間に宗教的な類似性を見出した。アンドリュー・ナイジェルズはE.T.の物語を「軍事科学による磔刑」と「愛と信仰による復活」と表現してた。スピルバーグの伝記作家であるジョセフ・マクブライドによれば、ユニバーサル・ピクチャーズはミケランジェロの『アダムの創造』を彷彿とさせるポスター（特に「指が触れる」というディテール）と「Peace」と書かれたロゴで、キリスト教市場に直接アピールしていた。スピルバーグは、この映画が宗教的なたとえ話であることを意図していないと答え、次のように冗談を言った。「もし僕が母のところに行って、『お母さん、僕はこの映画をキリスト教的なたとえ話にしました』と言ったら、母は何と言うと思う？彼女はロサンゼルスのPico and Dohenyでコーシャ（イスラエル料理）レストランを経営しているんだよ」。
この映画をめぐっては、映画評論が充実してきたこともあり、多くの作家が他の方法でも分析している。現代のおとぎ話として解釈されたり、精神分析の観点から解釈されたりしている。プロデューサーのキャスリーン・ケネディは、『E.T.』の重要なテーマは寛容であり、それは『シンドラーのリスト』のような将来のスピルバーグ作品の中心になるだろうと述べている。ティーンエイジャーの頃に一匹狼だったスピルバーグは、この作品を「マイノリティの物語」と表現している。スピルバーグの特徴的なテーマであるコミュニケーションは、相互理解の理想と組み合わされている。彼は、物語の中心となるエイリアンと人間の友情は、現実世界の敵対者がどのように違いを克服することを学ぶことができるかのアナロジーであると示唆している。

## 反響

### 公開
1982年のカンヌ国際映画祭のクロージング・ガラでプレミア上映され、1982年6月11日にアメリカで公開された。その後、10月までは1位と2位の間を行き来し、12月のホリデーシーズンに再公開された際に最後の1位に返り咲いた。 2週目の週末には、1981年の『スーパーマンII』が記録した10,765,687ドルを上回り、歴代最高の2週目の週末興行収入を記録した。4週目の週末には、『ロッキー3』が記録した1,670万6,592ドルを上回り、歴代最高の週末興行収入を記録した。また、『ホーム・アローン』（1990年）までは達成できなかった1,000万ドル以上の週末興行が8回も記録され 、16週連続で1位を獲得するという記録を樹立した。
この映画は1982年11月26日にオーストラリアで国際展開を開始し、最初の10日間で9つの劇場から83万9992ドルの興行収入を上げ、5つの週間ハウスレコードと43のデイリーレコードを記録した。南アフリカでは11月下旬に公開され、14スクリーンで8日間に724,340ドルの興行収入を記録し、週間最高記録を13回更新した。フランスでは12月1日に公開され、最初の5日間で250スクリーンから93万人が入場し、パリでの1日あたりの入場者数の歴代最高記録を更新した（12月4日土曜日）。日本では1982年12月4日（土）に公開され、11都市の35館で2日間で1,757,527ドルの興行収入を記録し、土曜日に10、日曜日に14のハウスレコードを更新した。イギリスでは、木曜日のロンドンでのチャリティ公演を経て、12月9日に公開された。日本では12月11日にさらに138スクリーンを追加し、130万枚の前売り券が販売された。
1983年、『E.T.』は『スター・ウォーズ』を抜いて歴代最高の興行収入を記録し、劇場公開終了時には、北米で3億5,900万ドル、全世界で6億1,900万ドルの興行収入を記録した。Box Office Mojoは、この映画が最初の劇場公開時にアメリカで1億2,000万枚以上のチケットを販売したと推定している。スピルバーグは利益の分け前から1日50万ドルを得ていたが、ザ・ハーシー・カンパニーはリーシーズの使用が目立ったために利益が65％増加した。E.T.公式ファンクラブ」では、写真、読者が「映画の忘れられない瞬間（やお気に入りのシーン）を追体験できる」ニュースレター、「テレフォン・ホーム」などのサウンドクリップを収録したレコードなどが提供された。
この映画はアメリカで1500万台以上のVHSを販売し、ビデオ販売収入は2億5000万ドルを超えた。また、VHSカセットは1988年の最初の2週間で600万回以上レンタルされ、この記録は翌年の『バットマン』のVHSリリースまで『E.T.』が保持していた。 2012年にリリースされた『E.T.』のDVDとBlu-rayは、米国で2017年時点で2,440万ドルの販売収入を記録した。

### 評価
この映画は世界中で絶賛された。ロジャー・イーバートはこの映画に4つ星を与え、「これは単に良い映画ではない。我々の警戒心を払いのけ、我々の心を掴む映画の一つである」と書いている。後に彼はこの映画を自分の「偉大な映画」リストに加え、孫に初めてこの映画を見たときのことを手紙にして書いている。ローリング・ストーン誌のマイケル・スラゴウはスピルバーグを「宇宙時代のジャン・ルノワール」と呼んだ。ガーディアン誌のデレク・マルコムは、「『E.T.』は、ポピュラー映画の最高傑作だ。子供の頃の夢を、子供だけでなく、子供の頃を覚えている人なら誰でも参加できるように見事に演出されている」と書いている。レナード・マルティンは「20世紀の必見映画100選」の中で、1980年代に製作された2本の映画のうちの1本としてこの映画を挙げている。政治評論家のジョージ・ウィルは、この映画が子供時代や科学についての破壊的な概念を広めていると感じ、この映画を批判した数少ない人物の1人である。
この映画はRotten Tomatoesで129件のレビューに基づいて98％の「認定された新鮮さ」支持率を得ており、平均評価は9.23/10となっている。同サイトの批評家の意見はこうだ。「スティーブン・スピルバーグ監督の感動的な宇宙人の物語は、老若男女を問わず映画の魔法のような作品である」。Metacriticでは、30件のレビューをもとに加重平均91/100点を獲得しており、「普遍的な評価」を示している。CinemaScoreは、公開週末に行われた観客の投票では、この映画が知られている映画の中で初めて、珍しい「A+」の評価を得たとした。

### 称賛

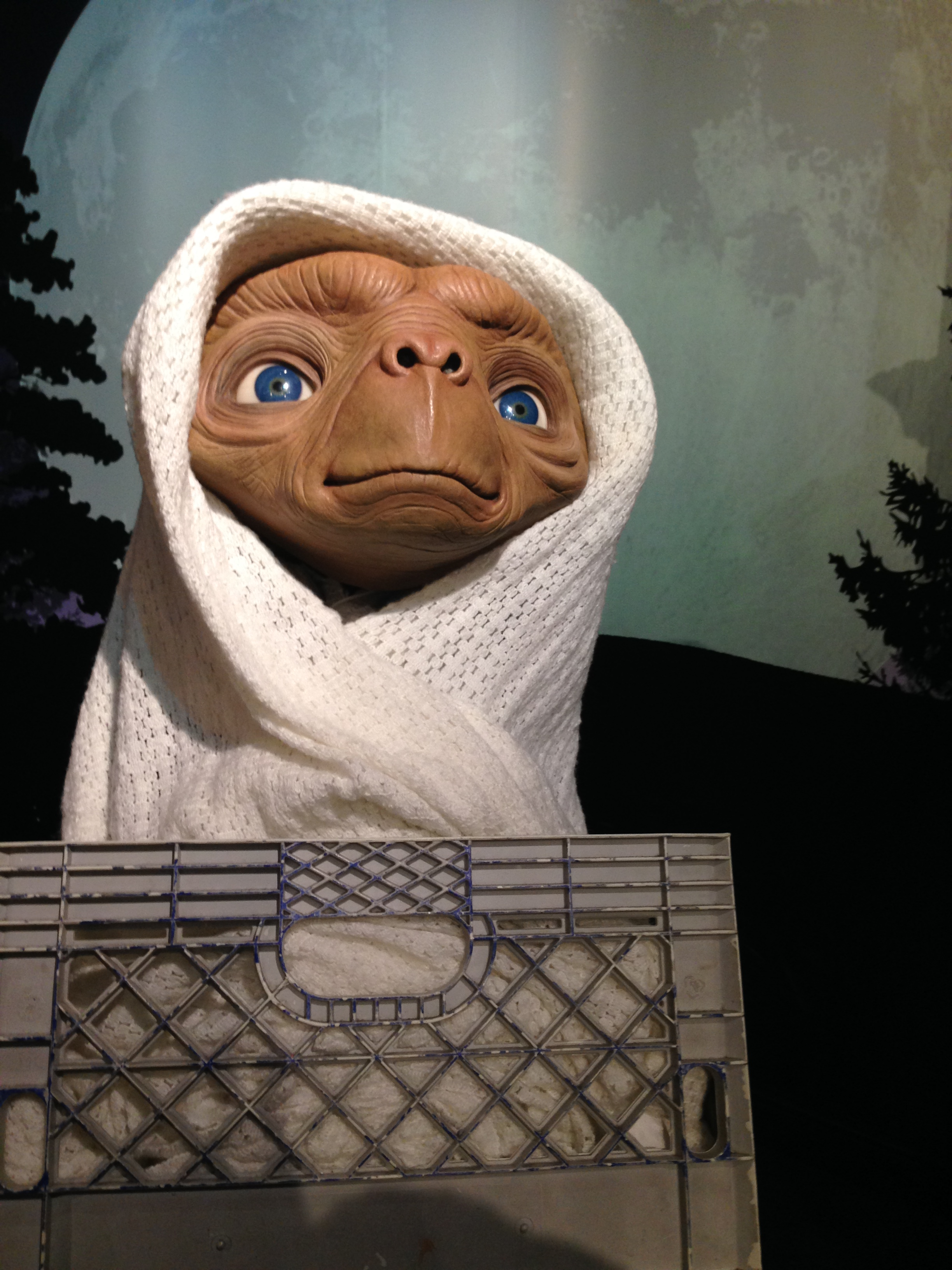
ロンドンのマダム・タッソー蝋館のE.T.の蝋人形

第55回アカデミー賞では、作品賞を含む9部門にノミネートされた。作品賞・監督賞・脚本賞・撮影賞・編集賞5部門は『ガンジー』が受賞したが、監督のリチャード・アッテンボローは「E.T.が勝つというだけでなく、勝つべきだと確信していました。独創的で、パワフルで、素晴らしい作品でした。私はもっと平凡な映画を作っている」と述べた。アカデミー賞では、作曲賞、音響賞（ロバート・ニュードソン、ロバート・グラス、ドン・ディジローラモ、ジーン・カンタメッサ）、音響効果編集賞（チャールズ・L・キャンベル、ベン・バート）、視覚効果賞（カルロ・ランバルディ、デニス・ミューレン、ケネス・F・スミス）の4部門を受賞した。 第40回ゴールデングローブ賞では、ドラマ部門の作品賞と作曲賞を受賞し、監督賞、脚本賞、ヘンリー・トーマスの新人男優賞にもノミネートされた。サターン賞のSF映画賞、脚本賞、特殊効果賞、音楽賞、ポスターアート賞を受賞し、ヘンリー・トーマス、ロバート・マクトン、ドリュー・バリモアはヤング・アーティスト賞を受賞した。作曲家のジョン・ウィリアムズは、ゴールデングローブ賞とサターン賞に加え、グラミー賞2部門、BAFTAを受賞した。また、日本のブルーリボン賞、スペインのシネマライターズサークル賞、フランスのセザール賞、イタリアのダヴィッド・ディ・ドナテッロ賞で最優秀外国語映画賞を受賞するなど、海外でも高い評価を受けた。
アメリカン・フィルム・インスティチュートの調査では、この映画は史上最高の映画の24番目、最も心を打つ映画の44番目、最も感動的な映画の6番目に選ばれている。他のAFI調査では、この映画は最高の音楽スコアの14番目、最高のSFスコアの3番目と評価されている。 「E.T. phone home」というセリフは、AFIの「100年...100の映画の名言」で15位、プレミア誌の「トップムービー名言」で48位にランクインしている。2005年、イギリスのチャンネル4が行った「100の偉大なファミリー映画」の投票でトップになり、タイム誌では「史上最高の映画100本」のひとつに挙げられている。
2003年、エンターテインメント・ウィークリー誌はこの映画を8番目に「涙を誘う」作品とした。2007年、同誌は映画とテレビシリーズの両方を対象とした調査で、過去25年間のSFメディアの中で7番目に素晴らしい作品とした。また、タイムズ紙は映画の中で9番目に好きなエイリアンとし、「大衆文化の中で最も愛されている非人間の一人」とした。 また、1994年には「文化的、歴史的、美学的に重要な作品」としてアメリカ国立フィルム登録簿に登録された。

## 作品解説
当初予定されていた台本はジョン・セイルズが執筆したもので、「グレムリンのような地球外生命体が、とある農家を恐怖に陥れる」という内容であった。これは1955年8月21日にケンタッキー州ホプキンスビル郊外のケリーにおいて起きたとされる事件（ケリー・ホプキンスビル事件）に基づいているが、当事者から「事件を映画化するのなら訴える」と脅かされたため断念したという（なお、この事件については目撃者以外の証言や物証が無く、存否さえ怪しいものである）。
本作のテーマはスピルバーグ監督自らが経験した「両親の離婚」であり、SFは表面的な要素にすぎないという。ラストで少年がE.T.に別れを告げるシーンは、両親の離婚を受け入れるメタファーでもある。なお、監督が一番気に入っているのは自転車で空を飛ぶシーンである。
監督のスピルバーグは、アクターズ・スタジオ・インタビューで、本作をフランスの映画監督のフランソワ・トリュフォーに捧げたと公言している。『未知との遭遇』でトリュフォーを出演者としてアメリカに招いた際、撮影時に「これから、あなたは子どもたちに向けた映画を創りなさい」と、クリエイターとしての将来の助言を受けた出来事が本作を作る強いモチベーションになったと述懐している。
本作の終盤、子供達がE.T.を乗せた車両を盗み出し自転車で森に向かいE.T.が帰って行くまでのシークエンスは、通常の手順通り編集済みのフィルムに合わせて演奏していたものの「画面と感情的になかなか同調しない」というウィリアムズの意見を聞いたスピルバーグが、映写機を止めた状態で行われた演奏を気に入って音楽に合わせ再編集した経緯がある。

### E.T.のモデル
地球に迷い込んだ地球外生命体という設定であるE.T.は「甲羅のない亀のような姿」で、アルバート・アインシュタイン、アーネスト・ヘミングウェイ、カール・サンドバーグらの晩年の写真に見られる「落ち着きのない目」というコンセプトを元に製作された。
一説にはE.T.の姿は、ロックバンド『クイーン』のドラマー、ロジャー・テイラーのファーストソロアルバム『ファン・イン・スペース』のジャケットがヒントになったとの説もある。

### 配役
E.T.の動きは12人のオペレーターの手によって操作された。またE.T.の中にはPat Bilon（パッド・バイロン）、Tamara De Treaux（タマラ・ド・トロー）、当時12才だったMatthew De Meritt（マシュー・ド・メリット）の三人が入り演じられている。
E.T.やエリオットを治療していた医師団は、南カリフォルニア大学病院に勤務する医師と看護師である。スピルバーグ曰く、リアルさを出すためには本物でなければと思い、スピルバーグの主治医に頼んで、その主治医の同僚に出演してもらったとのこと。

## 20周年記念特別版
公開から20年を経た2002年、人形（パペットや着ぐるみ）で作られたE.T.を最新技術のCGで作り直し、幾つかの場面を修正および追加した『E.T. 20周年アニバーサリー特別版』が公開され、全世界で約6800万ドルの興行収入を記録した。スピルバーグによると、本作は『スター・ウォーズ エピソード4/新たなる希望 特別篇』が製作されたことがきっかけで、マーケティングとして観客を取り戻すためユニバーサル・ピクチャーズが持ちかけた企画だったという。
この「特別版」では最新技術による修正や、世相を反映したセリフなどの変更がなされている。具体的な変更点は以下のとおりである。
- オープニングのユニバーサルロゴが、自転車で空を飛ぶシーンをコラージュした特別なものに変更。
- オリジナル版でSFXを担当したILMが再び編集を担当。
  - アニマトロニクスなどで表現されていたETがCGに置き換えられた。
  - 光学合成だったシーンをデジタル処理。
  - 背景に雲を流し、樹木や登場人物の衣装が風に靡くようになった。これにより月に映るシルエットがアンブリンロゴと似たデザインになった。
  - 主人公達を追いかける警察官の手から拳銃とショットガンが取り除かれ、トランシーバーなどに変更。これに伴いショットガンのクロースアップのカットと「銃はやめて。相手は子供なのよ!」というセリフは削除された。ショットガンのクロースアップ時の不穏なBGMはカットされ、クロスフェード処理されている。父親になって以降のスピルバーグが常に変更を望んでいたシーンである。
- オリジナル版ではカットされていた「バスタブでのシーン」や「ハロウィーンのシーン」が、最新技術での編集により公開可能な水準に達し20年を経て初めて追加された。
- 劇中における「テロリスト」という台詞が「ヒッピー」に変更された。

スピルバーグは後年、本作について公開時から批判があったと語り、自身も「最悪なバージョンのE.T.になってしまいました」と評している。また「（先述の改変について）みんなの子供の頃の思い出を壊してくれるなと。これが勉強となって、もう過去作に手を加えるのはこれで最後にしようと決めたんです。済んだことなのですから。もう過去には戻らないし、変更や編集が加わる際には、私がコントロールを取ることにしました」として、今後は過去作を改変した特別版の制作はしないことを明言している。
DVDはオリジナル版と特別編の両方が収録されたが、上述のスピルバーグの意向により、Blu-ray以降のビデオソフト、配信、リバイバル上映などはすべてオリジナル版のみとなっている。

## テレビ放送
日本では、1991年10月11日に日本テレビ系列『金曜ロードショー』にて初放送された。テレビ放送にあたり、日本テレビは本作を含むパッケージの放送権を推定28億円で買い取ったとされる。しかし、視聴率（ビデオリサーチ・関東地区調べ）は23.5%に留まり、裏番組の『極道の妻たち 最後の戦い』（フジテレビ放送）の25.9%を下回った。一方で録画率では『E.T.』が『極道の妻たち』を大きく上回った。

### 地上波放送履歴
| 回数 | 放送局     | 番組名           | 放送日         | 視聴率 | 備考                                                            |  |
| ---- | ---------- | ---------------- | -------------- | ------ | --------------------------------------------------------------- |  |
| 1    | 日本テレビ | 金曜ロードショー | 1991年10月11日 | 23.5%  |                                                                 |  |
| 2    | 日本テレビ | 金曜ロードショー | 1993年10月8日  |        |                                                                 |  |
| 3    | 日本テレビ | 金曜ロードショー | 1995年3月10日  |        |                                                                 |  |
| 4    | テレビ東京 | 20世紀名作シネマ | 2000年1月1日   |        |                                                                 |  |
| 5    | 日本テレビ | 金曜ロードSHOW!  | 2020年10月2日  | 9.4%   | 視聴者リクエスト第3弾にて『プラダを着た悪魔』と共に選出された。 |  |
| 6    | フジテレビ | 土曜プレミアム   | 2022年5月14日  | 5.5%   |                                                                 |  |

## その他

### アパレル
日本ではバンダイが商品化権を取得し、特にアパレル関係で大々的に売り出したが、結果は大失敗に終わり3億円の損失を計上した。

### テレビゲーム
本作は家庭用ゲーム機のAtari 2600向けにゲーム化されたが、このゲームは大変出来が悪い、いわゆるクソゲーとの評価を受け、米国の家庭用ゲーム市場を崩壊させるアタリショックを起こす最大の原因となった。詳細は「E.T. (アタリ2600)」を参照。

### ビデオソフト
1988年にビデオソフトが発売された。アメリカでは24.95ドル（当時、通常の人気映画作品は50 - 80ドル程度）、日本では10,500円（当時、通常洋画作品は15,000円 - 16,000円程度）という低価格での販売となった。アメリカでは予約注文だけで1,100万本を記録し、同年11月までに1,200万本を販売した。それまでのアメリカ記録であった『シンデレラ』の530万本を大きく上回った。日本でも同年11月までに17万本を売り、劇場映画としてはそれまでの日本記録であった『トップガン』の14万本を上回った。

### 自転車
本作で空を飛んだBMX用の自転車は、大阪府にあるKUWAHARA BIKE WORKS（本作公開当時は桑原商会）という会社の製品である。自転車のカラーリングは、スピルバーグの要望により当時では珍しい赤をベースに白のグラデーションが入るデザインになった。本作公開当時にはE.T.自転車として全世界でヒット商品となった。当時はE.T.レプリカ版(モトクロス一般用)39800円とE.T.オリジナル(モトクロス競技会用版)59800円の２種類が発売された。
またBMXとは別に幼児用子供自転車「E.T.ジュニア」も発売された。16インチ27800円　18インチ28800円の価格で当時ではBMXを含め高額で子供の憧れの自転車でした。
公開20周年の2002年には、特別編公開を記念して限定300台で復刻され(49800円)、オプションとして公開当時のモデルにはなかったE.T.を乗せるカゴが販売された。公開30周年の2012年にも復刻され、2002年発売されたBMXは劇中モデルを復刻したが、今回は映画公開当時市販されたモデルが復刻された。また40周年の2022年にはユニバーサルスタジオの許可を取り、当時発売されたモデルを復刻。82年発売モデルと同じE.T.のステッカーが貼られて販売された。。

### アトラクション

#### E.T.アドベンチャー
ユニバーサル・スタジオ・ジャパン、ユニバーサル・スタジオ・ハリウッド、ユニバーサル・スタジオ・フロリダにこの映画を題材としたアトラクションが存在した。ゲストは冒険者となり、森を抜けE.T.の故郷グリーンプラネットを救う冒険に出発するという趣向であった。待ち列には映画に登場した無線機などの小道具が展示されていたほか、名シーンである月に自転車の陰が映るシーンも再現されていた。ユニバーサル・スタジオ・ハリウッドでは2003年にクローズし、ユニバーサル・スタジオ・ジャパンでは2009年にクローズした。ユニバーサル・スタジオ・フロリダでは現在も営業を続けている。

### カメオ出演
- 『スター・ウォーズ エピソード1/ファントム・メナス』の コルサントの会議場で会議が行われているシーンで、議席に映画に登場したE.T.が3人座っている[92][93]。その内の一人は「グレブレイプス（Grebleips）」という名前が設定されており、スティーヴン・スピルバーグの姓であるスピルバーグ（Spielberg）を逆から読んだものである[94]。因みに『E.T.』本編には、エリオットの私物としてグリードやランド・カルリジアン、ボバ・フェット等のフィギュアや、ハロウィーンの日に街中でヨーダに扮装した子供が登場するシーンがある。

### Speak & Spell

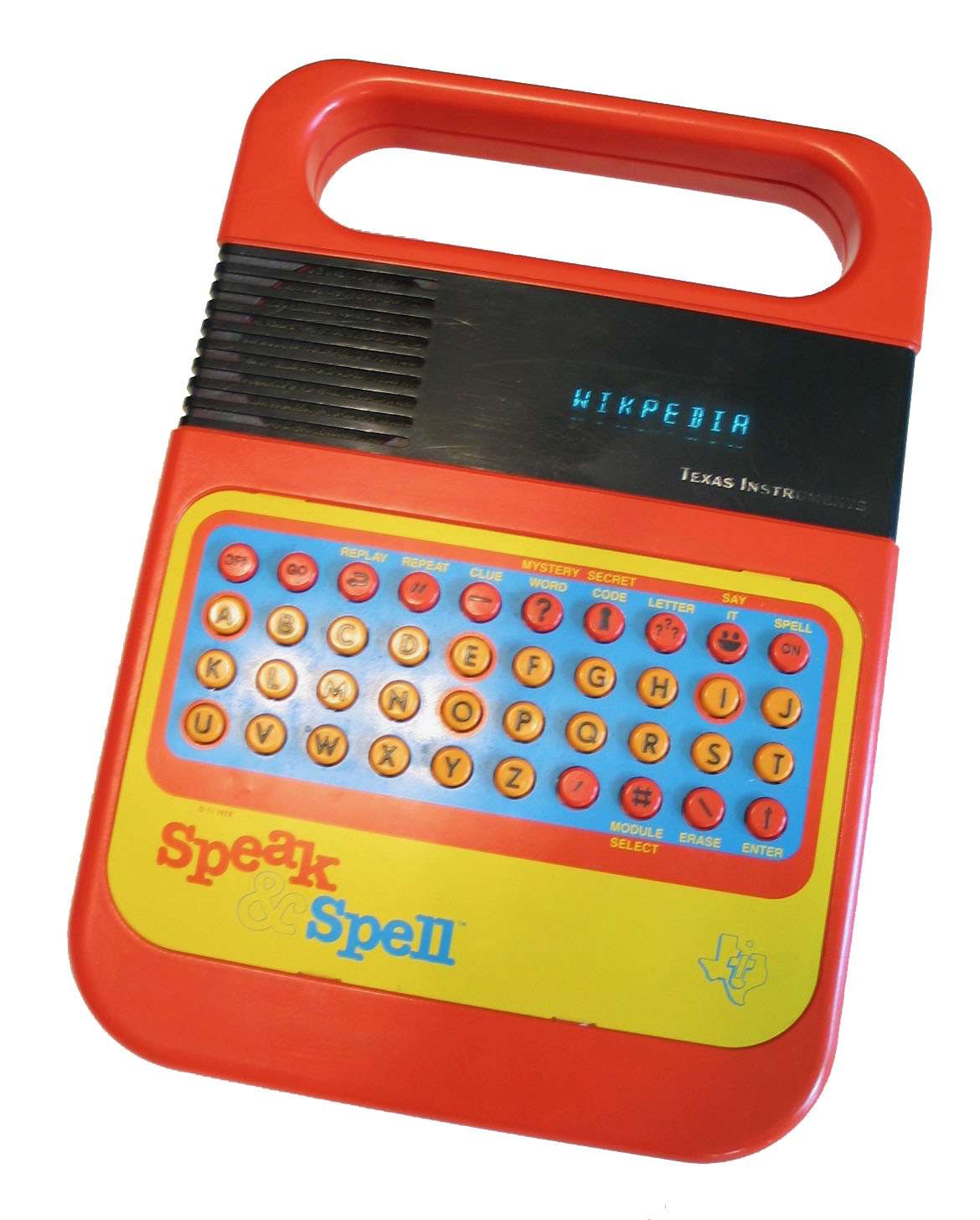
テキサス・インスツルメンツのSpeak & Spell

- en:Speak & Spell (toy)

## 関連書籍
- 『E.T. ビジュアル・ヒストリー完全版 スティーヴン・スピルバーグによる名作SFの全記録』 著：カシーン・ゲインズ　序文：ドリュー・バリモア 　まえがき：キャスリーン・ケネディ　訳：阿部清美、DU BOOKS、2023年1月、ISBN 978-4866471815。